# Tore Scherstén
Tore Scherstén, född 22 december 1930 i Lidköping, död 13 januari 2019 i Båstad, var en svensk läkare. Han var brorsons son till Otto Edvard Scherstén och bror till Bengt Scherstén.
Scherstén disputerade 1967 vid Göteborgs universitet.  Han blev docent i kirurgi 1967 och 1981 utnämnd till professor i kirurgi vid Göteborgs universitet tillika överläkare vid Sahlgrenska universitetssjukhuset. Under perioden 1984-1993 var han dekanus vid medicinska fakulteten. Han var även huvudsekreterare i Statens medicinska forskningsråd. Han invaldes 1989 som ledamot av Vetenskapsakademien.

## Statiner
I maj 2011 kritiserade Scherstén tillsammans med fem andra läkare användandet av det kolesterolsänkande läkemedlet statiner som de menade ger för allvarliga biverkningar och samtidigt inte är särskilt effektivt. De menade därför att statinbehandling endast borde erbjudas hjärtsjuka patienter.
I oktober 2018 kritiserade åter igen Scherstén tillsammans med tre andra läkare än en gång användandet av det kolesterolsänkande läkemedlet statiner. De menade att statiner ger alldeles för allvarliga biverkningar och samtidigt inte är särskilt effektivt. De undrade "Varför sänka kolesterolet om högt ”ont” LDL-kolesterol i själva verket är gott?".